# Jörn Arnecke
Jörn Arnecke (* 1973 in Hameln) ist ein deutscher Komponist und Hochschullehrer.

## Leben
Jörn Arnecke studierte von 1994 bis 2000 Komposition und Musiktheorie an der Hochschule für Musik und Theater Hamburg bei Volkhardt Preuß und Peter Michael Hamel. Währenddessen, 1997/98, war er Schüler bei Gérard Grisey am Conservatoire National Superieur in Paris, wo er 1998 auch Mitarbeiter am IRCAM war. Von 2001 bis 2009 hatte er eine Teilzeitprofessur für Musiktheorie an der Hochschule für Musik und Theater Hamburg inne. Er bekam 2004 ein Stipendium für das Deutsche Studienzentrum in Venedig und 2007 für die Casa Baldi (Villa Massimo) bei Rom. Zum 1. Oktober 2009 wurde er zum Professor für Musiktheorie und Gehörbildung an der Hochschule für Musik Franz Liszt Weimar berufen, wo er das Zentrum für Musiktheorie leitet und seit 2019 Dekan der Fakultät III ist.
Jörn Arnecke ist seit 2009 Mitglied der Freien Akademie der Künste in Hamburg.

## Preise und Auszeichnungen
- 1997 Preisträger des Kompositionswettbewerbs der Freien und Hansestadt Hamburg zum Brahmsjahr
- 1998 Förderpreis des Göttinger Symphonieorchesters
- 1999 Preis des Landesverbandes Sachsen des Deutschen Tonträgerverbandes
- 2005/2006 Komponist für Heidelberg des Theaters & Orchesters Heidelberg

## Werk

### Oper
- Ariadne (1999)

Opernszene, zitierte Gedichte: Paul Heyse, Adelbert von Chamisso & Joseph von Eichendorff, Auftrag der Münchener Biennale, gewidmet Peter Michael Hamel
- Le Nozze di Figaro (1999)

Oper von W. A. Mozart, Fassung für 12 Instrumente
- Das Fest im Meer (2001/2002)

Musiktheater in 3 Abschnitten von Francis Hüsers, nach John Bergers Roman „To the Wedding“, Auftrag der Hamburgischen Staatsoper
- Butterfly Blues (2004)

Musiktheater in 8 Szenen nach dem gleichnamigen Schauspiel von Henning Mankell, deutscher Text: Claudia Romeder, Auftrag der Hamburgischen Staatsoper
- Unter Eis (2006/2007)

Musiktheater in 13 Szenen, Libretto: Falk Richter, Auftrag der Ruhr Triennale in Kooperation mit der Oper Frankfurt
- Kryos, Auftragswerk der Oper Bremen, Libretto: Hannah Dübgen; UA: 14. Mai 2011

### Orchesterwerke
- Nachtferne (1996)
- Frage (1997/1998)

ausgezeichnet mit dem Förderpreis des Göttinger Symphonie Orchesters
- Folie (2000)

Auftrag des ‚’Festivals junger Künstler Bayreuth’’, gewidmet Sissy Thammer & Prof. Siegfried Palm
- Gezeiten (Tides) (2005)

Fantasie für Orchester, Auftrag des Theaters & Orchesters Heidelberg
- Auf dem Wasser zu singen (2005/2006)

Sieben Lieder nach Franz Schubert und Johannes Brahms für Tenor & 18 Streicher, verbunden mit 9 Intermezzi „Zwischen den Wassern“, Text: Friedrich Leopold zu Stolberg, Heinrich Heine, Wilhelm Müller, August von Platen, Robert Reinick & Johann Wolfgang von Goethe
- Zwischen den Wassern (2005/2006)

9 Intermezzi für 18 Streicher
- Kristallisationen (2007/2008)

für Klarinette, Fagott & Orchester, Auftrag des Philharmonischen Staatsorchesters Hamburg

### Ensemble
- Erstarrungen (2000)

für Sopran, Sprecherin & Kammerorchester, Text: Wilhelm Müller & Reiner Kunze, Auftrag der EXPO 2000
- Äther (2006)

für Sopran und Kammerensemble, Text: Hannah Dübgen, Auftrag der Ilse und Dr. Horst Rusch-Stiftung für das Scharoun Ensemble

### Kammermusik
- Einstimmig zweistimmig (1996)

für 2 Oboen
- Kreuzspiel (1996/1997)

für Flöte solo
- Strophen zum Wir (1998)
  - Fassung für mittlere Stimme und Klavier
  - Fassung für mittlere Stimme und Ensemble
  - Fassung für mittlere Stimme und Streicher

nach Rainer Maria Rilke
- In Stille – Streichquartett Nr. 1 (2002)

Auftrag der Bayerischen Staatsoper München
- Inschriften – Streichquartett Nr. 2 (2003)

Auftrag der Tonhalle Düsseldorf
- Weißer Rauch (2003)

für Klarinette solo
- Berührungen (2005)

8 Miniaturen für Bassflöte & Viola
- Schwerelos (2000/2005)

3 Stücke für Harfe
- Zwei mal Zwei (2001–2005)

Zyklus in 4 Sätzen für Violoncello & Klavier
- Alea/Talea – Klaviertrio Nr. 1 (2005/2006)

Auftrag der Musikgemeinde Harburg
- Terra Maligna (2006)

für Sopran, Trompete, Viola, Violoncello & Kontrabass, Text: Hannah Dübgen, Auftrag des Theaters & Orchesters Heidelberg